# Смоленский (Новосибирская область)
Смоленский — посёлок в Мошковском районе Новосибирской области. Входит в состав Сокурского сельсовета. 

## География
Площадь посёлка — 86 гектаров.

## Население
| 2002 | 2007 | 2010 |
| ---- | ---- | ---- |
| 709  | ↗760 | ↘715 |

## Известные уроженцы
- Прокудин, Павел Николаевич — Председатель Правительства Приднестровской Молдавской Республики (2015-2016)

## Инфраструктура
В посёлке по данным на 2007 год функционируют 1 учреждение здравоохранения и 2 учреждения образования.